# Barra do Dande
Barra do Dande é vila e comuna angolana, pertence ao município do Dande, na província do Bengo.
A localidade é um dos principais centros industriais benguenses, graças à sua localização e facilidade de acesso à província de Luanda, além de possuir o Porto do Dande, o único de águas profundas da província do Bengo.
A sede da comuna fica às margens da foz do rio Dande, na baía do Dande-Catumbo.